# エドワード・ジョン・マイヤーズ
エドワード・ジョン・マイヤーズ（Edward John Miers F.Z.S. F.L.S.、1851年 – 1930年10月15日）は、イギリスの動物学者である。ロンドン自然史博物館の甲殻類コレクションの学芸員を務めた。海洋学の基礎を作ったチャレンジャー号探検航海で集められた生物を研究し成果を挙げた,。

## 略歴
リオデジャネイロで土木技術者の息子に生まれた。祖父は南米の植物についての著作を残した、ジョン・マイヤーズである。弟は鉱物学者となったヘンリー・アレキサンダー・マイヤーズである。父親が退職した1860年にイギリスに戻った。オクスフォードのサマーフィールド・スクールに学んだ後、フランスのローザンヌ・アカデミー（現在のローザンヌ大学）で学んだ。
1872年にロンドンの自然史博物館の甲殻類コレクションの学芸員に任じられた。それまで、甲殻類も昆虫やクモ類や鳥類を含めて、学芸員のアーサー・ガーディナー・バトラーが担当していた。甲殻類の分野に専念し、自然史博物館に集められた標本を分類記載した。1876年にニュージーランドの甲殻類に関しての研究を発表し、いくつかの科の見直しを行った。イギリス海軍から寄贈された多くの航海で集められた標本を研究した。その中には、シルビア号（H.M.S. Sylvia）の1870年からの日本沿岸の航海、1874年からのケルゲレン島やロドリゲス島での金星の日面通過の観測のための航海やマダガスカルや、ノヴァヤゼムリャ島、ゴレ、パタゴニアやマゼラン海峡の航海で集められた標本があった。過大な仕事量でマイヤーズは3ヶ月ほど過労で倒れるほどであった。
マイヤーズは海洋学者のジョン・マレーが送ってきたチャレンジャー号の探検航海で集めた甲殻類の研究も行った。これらの研究成果は"Brachyura collected by H. M. S. Challenger during the years 1873–1876"として出版された
。1885年に学芸員の職を辞した。後任はジェフリー・ベルやレジナルド・インズ・ポコックが務めた。
マイヤーズは 32の新しい甲殻類の属、260以上の甲殻類の新種、亜種を記載した。
オウギガニ科(Xanthidae)の属名、 Miersiellaはマイヤーズに因む。
甲殻類の学名で命名者を示す場合にMiersが使われる。